# Parafia Najświętszej Maryi Panny Matki Kościoła w Łukowie
Parafia Najświętszej Maryi Panny Matki Kościoła w Łukowie – parafia rzymskokatolicka w Łukowie.
Została erygowana w 1989. Obecny kościół parafialny murowany. Świątynia mieści się przy ulicy Księdza Jerzego Popiełuszki.
Terytorium parafii obejmuje: część Łukowa oraz Dębowicę, kolonię wsi Gołaszyn za torami, Karwacz, Nurzynę, Suleje, Świercze i Wólkę Świątkową. Parafia liczy 7 950 wiernych.